# Agrochola rubrior
Agrochola rubrior là một loài bướm đêm trong họ Noctuidae.